# Droga krajowa nr 154 (Kostaryka)
Droga krajowa nr 154 (hiszp. Ruta Nacional Secundaria 154/Ruta 154) – jedna z dróg krajowych w Kostaryce. Znajduje się ona w prowincji Alajuela.

## Opis
W prowincji Alajuela droga krajowa nr 154 przebiega przez kanton Grecia (przez dystrykty Grecia i Puente de Piedra).